# ルイ・ドレフュス
ルイ・ドレフュス（英: Louis Dreyfus Company B.V.、LDC）は、農業、食品加工、国際海運および金融を営む商社である。もともとは穀物商であったが、それを輸送するために船舶の所有・管理、作柄や相場の情報収集を行うために通信インフラストラクチャの開発・運用を手掛け、さらにヘッジファンドの運用や不動産開発・管理・所有も行っている。アーチャー・ダニエルズ・ミッドランド、ブンゲ、カーギルと並び、世界の農産物取引を支配する穀物メジャー4社（「ABCD」）の一角を占める。
世界の農産物貿易の約10％を占め、特に綿花と米の貿易取扱量は世界最大である。また、世界の砂糖市場では第2位につけている。金属とその鉱石を取り扱う子会社である LDC Metals は、銅、亜鉛、鉛精鉱についてグレンコアとトラフィグラに次ぐ世界第3位の貿易業者にまで成長した。
ルイ・ドレフュスの本社はオランダのロッテルダムにあり、その親会社であるルイ・ドレフュス・ホールディングはアムステルダムのワールドトレードセンターに本社を置いている。ルイ・ドレフュスは100か国以上に展開し、72のオフィスを構えている。主要なオフィスはジュネーブ、ロンドン、北京、ブエノスアイレス、パリ、サンパウロ、シンガポール、ニューヨークとコネチカット州にある。
近年の平均年間総売上高は1200億ドルを超え、需要期には世界中で22,000人以上を雇用している。

## 歴史
1851年にフランスのアルザス地方において、ジーレンツ出身のアシュケナジムで18歳の農民だったレオポール・ドレフュスにより設立された。社名はレオポールの父ルイ・ドレフュスから採られている。レオポールは地元アルザスの農家から小麦を仕入れ、それを8マイル (13 km)離れたスイスのバーゼルで販売した。この国境を越えた穀物取引により、レオポールはまだ10代のうちに財産を築き上げ、そこから海運、軍需産業、農業、石油、銀行へと事業の多角化を進めてヨーロッパでも有数の資産家となった。現在でも同社はレオポールの子孫が所有しており、20世紀初頭までにルイ＝ドレフュス家は「フランスの5大財閥」の1つになった。

## ナチス政権下
ルイ＝ドレフュス家はユダヤ系であったため、第二次世界大戦中にはその資産の多くがヴィシー政権に没収され、何人かはアメリカに逃れた。1941年には、ルイ・ドレフェスのトウモロコシ商社の経営のため、一時的に非ユダヤ系の管理者が任命された。

## 家族
レオポール・ルイ＝ドレフュスの曾孫にあたるジェラール・ルイ＝ドレフュスは、原油取引やガス開発、インフラストラクチャーに携わる子会社であるルイ・ドレフュス・エナジー・サービスの会長を務めた。『となりのサインフェルド』や『ヴィープ』でエミー賞を受賞したアメリカの女優ジュリア・ルイス＝ドレイファスは、ジェラールの娘である。家業のうちパリを拠点とする部門は、アディダスのCEOでもあったロベール・ルイ＝ドレフュスが2009年に亡くなるまで率いていたが、現在はその未亡人でロシア出身のマルガリータ・ボグダノヴァ・ルイ＝ドレフュスが監督している。この他、主にオフショア事業や貨物輸送に係る事業をフィリップ・ルイ＝ドレフュスが率いている。
2018年5月11日、ルイ・ドレフュスは金属事業を営む子会社の LDC Metals を中国系のNCCL自然資源投資基金に売却し、その取引価格は4億6600万米ドルであった。

## 租税回避
2011年に、アルゼンチンで穀物メジャー4社（ADM、ブンゲ、カーギル、ルイ・ドレフュス）が関与する移転価格不正が発覚した。アルゼンチン公共歳入連邦管理庁は2008年に農産物価格が急騰したにもかかわらず4社がほとんど利益なしと報告したことを受けて調査を開始した。その結果、各社は虚偽の売上申告書を提出し、タックス・ヘイヴンまたは本社を通じて利益を迂回させたものとされた。さらにはペーパーカンパニーを使って穀物を購入し、アルゼンチンで計上された利益を減らすために同国内で費用が発生したように見せかけたとも言われている。アルゼンチン公共歳入連邦管理庁によれば、未払いの税金は約10億ドルにも達するという。関係企業はこれを否定しており、現在に至るまでアルゼンチンの税務当局は、スイスのNGOであるPublic Eyeからの調査状況の開示要求にも応じていない。ブンゲの米国証券取引委員会（SEC）に対する2018年の年次報告書では、ブンゲのアルゼンチン子会社が2018年12月31日時点で2006年から2009年までの法人所得税として12億7600万アルゼンチン・ペソ（約3400万ドル）と、未納額に対する追徴金42億4600万アルゼンチン・ペソ（約1億1300万ドル）を抱え、未だ係争中であることが示唆されている。